# Giri Kelopo Mulyo
Giri Kelopo Mulyo is een bestuurslaag in het regentschap Lampung Timur van de provincie Lampung, Indonesië. Giri Kelopo Mulyo telt 5413 inwoners (volkstelling 2010).